# ホセ・ルイス・ゲリン
ホセ・ルイス・ゲリン（José Luis Guerín, 1960年 - ）は、スペイン・バルセロナ出身の映画監督・脚本家。バロセロナで優勢なカタロニア語の発音により近い表現では、ジョゼ・ルイス・ゲリンとなる。

## 経歴・人物
1960年、バルセロナに生まれる。15歳の頃、映画を撮り始める。2001年、スペイン映画国民賞を受賞した。2008年、『シルビアのいる街で』が第21回東京国際映画祭の「World Cinema」部門にて上映される。ビクトル・エリセに「現代スペインで最も優れた映画作家」と評価されている。

## フィルモグラフィー

### 長編映画
- ベルタのモチーフ Los motivos de Berta （1984年） - 監督・脚本・編集
- イニスフリー Innisfree （1990年） - 監督・脚本
- 影の列車 Tren de sombras （1997年） - 監督・脚本
- 工事中 En construcción （2001年） - 監督・脚本
- シルビアのいる街で En la ciudad de Sylvia （2007年） - 監督・脚本
- シルビアのいる街の写真 Unas fotos en la ciudad de Sylvia （2007年） - 監督・脚本
- ゲスト Guest （2010年） - 監督・脚本・撮影
- メカス×ゲリン 往復書簡 Correspondencia Jonas Mekas - J.L. Guerin （2011年） - 監督・出演
- ミューズ・アカデミー La academia de las musas （2015年） - 監督・脚本・編集

### 短篇映画
- 思い出 Souvenir （1986年） - 監督
- アナへの2通の手紙 Dos cartas a Ana （2011年） - 監督
- ある朝の思い出 Recuerdos de una mañana （2011年） - 監督・撮影